# Płockie Zeszyty Archiwalne
Płockie Zeszyty Archiwalne – czasopismo naukowe poświęcone archiwistyce. Rocznik ukazuje się nieprzerwanie od 2010 w Płocku. Wydawcą jest Archiwum Państwowe w Płocku i Stowarzyszenie Archiwistów Polskich, oddział w Płocku. Tematyka pisma dotyczy teorii i praktyki archiwalnej (terminologia, metodyka opracowania, pomoce archiwalne), historii i zasobów archiwów (także zagranicznych). Przedstawia się też omówienia rozmaitych zbiorów (zespołów archiwalnych) i wybranych grup archiwaliów.